# Михайловский переулок (Санкт-Петербург)
Миха́йловский переулок — переулок в Кировском районе Санкт-Петербурга. Проходит от Балтийской улицы до улицы Швецова.

## История
В 1903 году появляется название Ново-Михайловская улица, существовавшее до 1911 года. Наименование дано по фамилии землевладельца. Современное название Михайловский переулок известно с 1910 года.

## Достопримечательности
- ЗАО «Фирма Невская сушка» (дом 4)
- АО «Метрострой»